# Linda Hunt
Lydia Susanna „Linda” Hunt (n. 2 aprilie 1945, Morristown⁠(d), New Jersey, SUA) este o actriță americană de film și teatru.
A debutat în film cu rolul doamnei Oxheart în Popeye⁠(d) (1980). Hunt a interpretat personajul masculin Billy Kwan în Un an de cumpănă (1982) și a câștigat Premiul Oscar la categoria „cea mai bună actriță în rol secundar”, devenind prima persoană care câștigă un Oscar pentru interpretarea unui personaj de sex opus⁠(d). A continuat să apară în lungmetraje precum Dune (1984), Silverado⁠(d) (1985), Polițist de grădiniță (1990), Pocahontas (1995), Pocahontas II: Călătorie către Lumea Nouă⁠(d) (1998) și Stranger Than Fiction (2006).
Hunt a avut o carieră de succes în televiziune și ca actriță de voce. Aceasta este naratorul seriei de jocuri video God of War. Din 1997 până în 2002, a jucat rolul judecătorului Zoey Hiller în Cabinet de avocatură⁠(d) și a fost comandantul Chennault în serialul științifico-fantastic Space Rangers⁠(d). În perioada 2009-2023, a interpretat-o pe Henrietta „Hetty” Lange⁠(d) în serialul de televiziune NCIS: Los Angeles, rol pentru care a primit două premii Teen Choice.

## Biografie
Hunt s-a născut pe 2 aprilie 1945 în Morristown, New Jersey⁠(d). Tatăl sa, Raymond Davy Hunt (1902–1985), a fost vicepreședintele companiei Harper Fuel Oil, iar mama sa, Elsie Doying Hunt (1903 – c.1994), a fost profesoară de pian și a predat la Westport School of Music. Aceasta are o soră mai mare pe nume Marcia (născută în 1940). Hunt a urmat cursurile Academia de Arte Interlochen⁠(d) și a absolvit Goodman School of Drama⁠(d) în cadrul Institutului de Artă din Chicago (în prezent Universitatea DePaul⁠(d)).

## Cariera

### Teatru
Aceasta a debutat pe Broadway în reprezentația Ah, Wilderness în 1976. A fost nominalizată la Premiile Tony la categoria „cea mai bună actriță într-o piesă de teatru⁠(d)” pentru rolul din piesa de teatru End of the World. De asemenea, a câștigat două premii Obie pentru interpretările din piesele Off-Broadway⁠(d) Top Girls și A Metamorphosis in Miniature.
Hunt a interpretat rolul mătușii Dan în piesa Aunt Dan and Lemon⁠(d) a actorului Wallace Shawn⁠(d). A fost membră a grupului de actori ai Long Wharf Theatre⁠(d) din Connecticut, a interpretat-o pe sora Aloysius în reprezentația Doubt: A Parable⁠(d) a scriitorului John Patrick Shanley⁠(d) la Pasadena Playhouse⁠(d) și a primit recenzii pozitive pentru rolul protagonistului din piesa de teatru Mother Courage and Her Children⁠(d) a dramaturgului Bertolt Brecht. De asemenea, a interpretat personajul Papa Joan în reprezentația Top Girls⁠(d) de Caryl Churchill după mutarea producției din Londra la Public Theatre⁠(d) în New York.

### Film și televiziune
Cunoscută pentru statura sa mică, Hunt și-a făcut debutul în film în comedia muzicală Popeye (1980) a regizorului Robert Altman.
Doi ani mai târziu, Hunt l-a interpretat pe Billy Kwan în The Year of Living Dangerously (1982), ecranizare a romanului omonim⁠(d) în regia lui Peter Weir. Pentru acest rol, Hunt a câștigat Premiul Oscar pentru cea mai bună actriță în rol secundar în 1983, devenind prima persoană care câștigă un Oscar pentru interpretarea unui personaj de sex opus. În timpul probelor⁠(d), aceasta a purtat o perucă, o mustață falsă și machiaj deasupra ochilor pentru a părea asiatic. De asemenea, și-a vopsit și tuns părul, și-a bărbierit sprâncenele și a purtat căptușeală.
Hunt a jucat rolul lui Shadout Mapes în Dune (1984), o asistentă în She-Devil⁠(d) (1989), directoarea Miss Schlowski (alături de Arnold Schwarzenegger) în Polițist de grădiniță (1990) și asasinul Ilsa Grunt în If Looks Could Kill⁠(d) (1991).
În televiziune, Hunt a apărut în rolul judecătoarei Zoey Hiller în serialul Cabinet de avocatură și în rolul doctorului Claire Bryson în Without a Trace⁠(d). A narat mai multe segmente ale emisiunii de televiziune American Experience⁠(d) pentru PBS⁠(d). Din 2009 până în 2023, a fost managerul de operațiuni Henrietta „Hetty” Lange în emisiunea NCIS: Los Angeles. A fost colegă de distribuție cu Chris O'Donnell⁠(d), LL Cool J, Daniela Ruah⁠(d), Eric Christian Olsen⁠(d), Miguel Ferrer și Barrett Foa⁠(d). Hunt a câștigat două premii Teen Choice pentru interpretarea sa.

### Roluri de voce
Hunt este cunoscută pentru vocea groasă. Aceasta a narat numeroase documentare, desene animate și reclame. Este gazda emisiunii City Arts & Lectures⁠(d)  difuzat de stația radio KQED-FM⁠(d). A fost vocea bunicii Willow în filmul de animație Pocahontas (1995) și în continuarea sa Pocahontas II: Călătorie către Lumea Nouă (1998).
Hunt a narat documentarul The Great Indian Railway (1995) pentru National Geographic. În 1998, a narat documentarul „Titanic: Untold Stories” pentru Discovery Channel. De asemenea, a interpretat personajul Management în Carnivàle (2003, 2005) și a narat atât seria de jocuri video God of War, cât și o emisiune specială Christmas in Yellowstone (2006) pentru PBS Nature.

## Viața personală
Hunt are o relație cu psihoterapeutul Karen Kline din 1978. Cei doi s-au căsătorit în 2008.
În adolescență, a fost diagnosticată cu nanism⁠(d). Hunt are 1,45 metri înălțime.
Aceasta este ambasador al organizației fără scop lucrativ Best Friends Animal Society⁠(d).
În iulie 2018, revista People a raportat că actrița a fost implicată într-un accident de mașină în Los Angeles. Hunt a fost nevoită să renunțe timp de un an la rolul din NCIS: Los Angeles.

## Filmografie

### Filme
| An   | Film                                          | Rol                     | |
| ---- | --------------------------------------------- | ----------------------- | --- |
| 1980 | Popeye                                        | Mrs. Holly Oxheart      | |
| 1982 | The Year of Living Dangerously                | Billy Kwan              | Premiul Oscar pentru cea mai bună actriță în rol secundar Australian Film Institute Award for Best Actress in a Supporting Role Australian Film Institute Jury Prize (împreună cu Peter Weir) Boston Society of Film Critics Award for Best Supporting Actress Kansas City Film Critics Circle Award for Best Supporting Actress Los Angeles Film Critics Association Award for Best Supporting Actress National Board of Review Award for Best Supporting Actress New York Film Critics Circle Award for Best Supporting Actress Nominalizată—Golden Globe Award for Best Supporting Actress – Motion Picture Nominalizată—National Society of Film Critics Award for Best Supporting Actress |
| 1984 | Dune                                          | Shadout Mapes           | |
| 1984 | The Bostonians                                | Dr. Charlotte Prance    | |
| 1985 | Eleni                                         | Katina                  | |
| 1985 | Silverado                                     | Stella                  | |
| 1987 | Waiting for the Moon                          | Alice B. Toklas         | |
| 1989 | She-Devil                                     | Hooper                  | |
| 1990 | Kindergarten Cop                              | Miss Ingrid Schlowski   | |
| 1990 | Carmilla                                      | Narator                 | |
| 1991 | If Looks Could Kill                           | Ilsa Grunt              | |
| 1992 | Rain Without Thunder                          | Atwood Society Director | |
| 1993 | Younger and Younger                           | Frances                 | |
| 1993 | Twenty Bucks                                  | Angeline                | |
| 1994 | Prêt-à-Porter                                 | Regina Krumm            | National Board of Review Award for Best Acting Ensemble |
| 1995 | Pocahontas                                    | bunica Willow           | Voce |
| 1996 | Paul Monette: The Brink of Summer's End       | Linda Hunt              | Narator (documentar) |
| 1997 | The Relic                                     | Dr. Ann Cuthbert        | |
| 1997 | Amazon                                        | Narator                 | Voce |
| 1997 | Eat Your Heart Out                            | Kathryn                 | |
| 1998 | Pocahontas II: Journey to a New World         | Grandmother Willow      | Voce |
| 2002 | Dragonfly                                     | Sister Madeline         | |
| 2005 | Auschwitz: The Nazis and the 'Final Solution' | Narator                 | Voce |
| 2005 | Yours, Mine & Ours                            | Mrs. Edna Munion        | |
| 2005 | The Great Transatlantic Cable                 | Narator                 | |
| 2006 | Stranger Than Fiction                         | Dr. Jill Mittag-Leffler | |
| 2007 | The Singing Revolution                        | Narator                 | |
| 2017 | The Relationtrip                              | Dr. Lipschweiss         | |
| 2018 | Solo: A Star Wars Story                       | Lady Proxima            | Voce |

### Televiziune
| An              | Titlu                     | Rol                     | Note                                              |
| --------------- | ------------------------- | ----------------------- | ------------------------------------------------- |
| 1976            | Great Performances        | Nora                    | 1 episod                                          |
| 1978            | Fame                      | Mona                    |                                                   |
| 1987            | American Playhouse        | Alice B Toklas          | 1 episod                                          |
| 1987            | Basements                 | Rose Hudd               | Segmentul: The Room—regizor: Robert Altman        |
| 1987            | The Room Upstairs         | Mrs. Felicia Sanders    | Film de televiziune                               |
| 1993            | Space Rangers             | Commander Chenault      |                                                   |
| 1997–2002       | The Practice              | Judge Zoey Hiller       | 24 de episoade                                    |
| 1998–2006       | The American Experience   | Narator                 |                                                   |
| 2003            | Before We Ruled the Earth | Narator                 |                                                   |
| 2003–2005       | Carnivàle                 | Management—voce         | 9 episoade                                        |
| 2006            | Nature                    | Narator                 | Episodul: „"Christmas in Yellowstone”             |
| 2007            | The Unit                  | Dr. Eudora Hobbs        | 2 episoade                                        |
| 2008            | Without a Trace           | Dr. Claire Bryson       | 3 episoade                                        |
| 2009–2021, 2023 | NCIS: Los Angeles         | Henrietta "Hetty" Lange |                                                   |
| 2011, 2012      | Teen Choice Awards        | Linda Hunt              | Teen Choice Award for Choice TV Actress Action⁠(d) |
| 2014            | Scorpion                  | Henrietta „Hetty” Lange | Episodul: „True Colors”                           |

### Teatru
| An   | Titlu              | Rol                | Note                          |
| ---- | ------------------ | ------------------ | ----------------------------- |
| 1972 | Hamlet             | Player             | New York Shakespeare Festival |
| 1975 | Ah, Wilderness!    | Norah              | Broadway                      |
| 1983 | Little Victories   | N/A                | Off-Broadway                  |
| 1983 | Top Girls          | Pope Joan / Louise | Off-Broadway                  |
| 1984 | End of the World   | Audrey Wood        | Broadway                      |
| 1985 | Aunt Dan and Lemon | Aunt Dan           | The Public Theatre            |
| 1988 | The Cherry Orchard | Charlotta          | Brooklyn Academy of Music     |